# バガケラトプス
バガケラトプス（Bagaceratops）は、"小さな角のある顔"という意味で（モンゴル語 Baga = "小さい"; ギリシャ語 ceratops = "角のある顔") ）角竜類恐竜の属で、白亜紀後期、8000万年前前後に現在のモンゴルに生息していた。恐竜時代の末期に出現したにもかかわらず、かなり原始的な解剖学的特長をもち、初期の角竜類の特徴である小さなサイズの体を持っていた。

## 記述

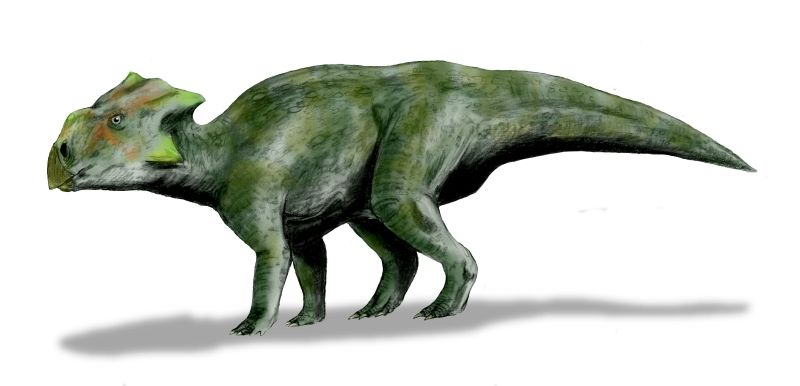
復元図

バガケラトプスは成体では体長1 m、体高50 cm、体重22 kg程度に成長した。小さなフリル（開口部が無い）を持ち、下顎の磨り潰す歯が10対しかなく、近縁のプロトケラトプスより三角形な頭骨を持つ。
バガケラトプスは後期に進化したが早期の近縁種であるプロトケラトプスよりも原始的な特徴が残っていた 。もしくは二つの恐竜は似ていて、各々くちばしを持つが角が無く、吻部に角のような小さな突起があった。

## 発見と種
バガケラトプスの最初の化石は1970年代のモンゴルとポーランドの科学者の共同調査隊によりゴビ砂漠で発見され、科学者率いる2度の探検により記載された；en:Teresa Maryanska and en:Halszka Osmólska (1975))。これらバガケラトプスの標本のいくつかは現在ワルシャワのポーランド古生物学研究所（Poland's Paleobiological Institute）に収蔵されている。

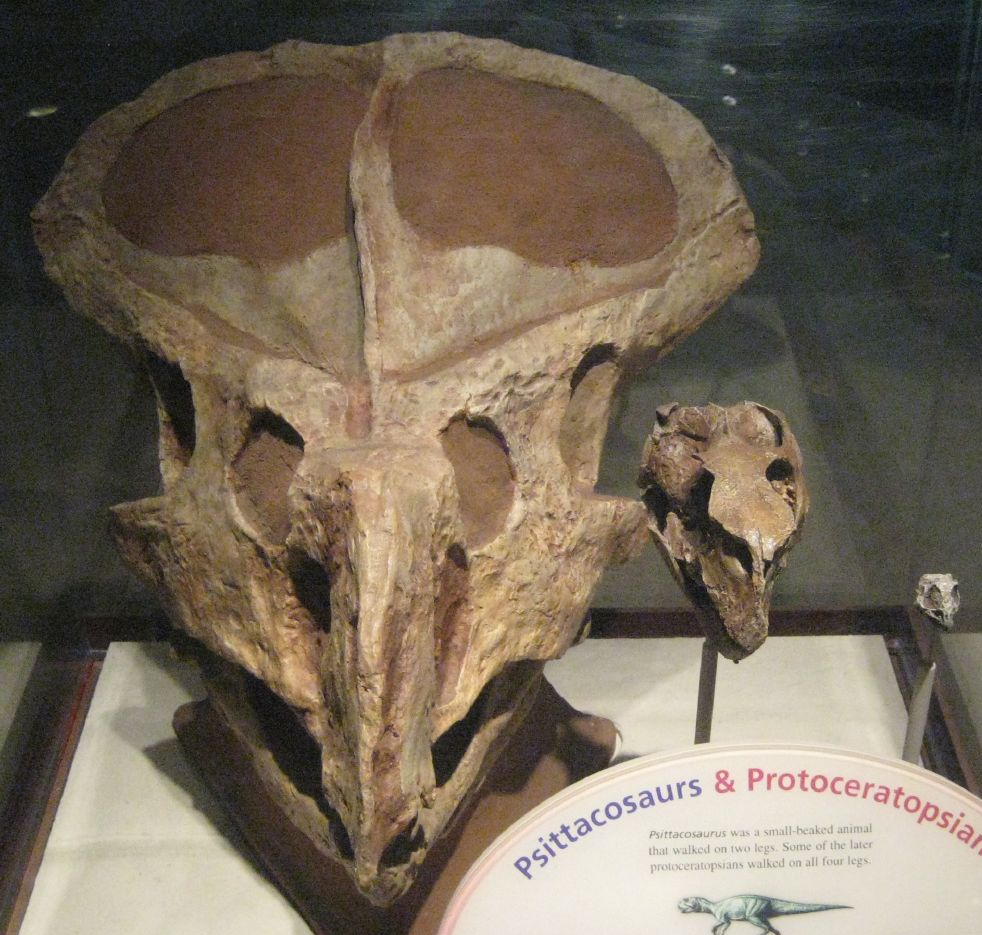
他の原始的な角竜類のものと並べられた幼体の頭骨（右端）

幼体の化石は、初めは暫定的にProtoceratops kozlowskiiと名づけられ、1990年にKurzanovによりBreviceratops kozlowskiiと改名されたが現在ではバガケラトプスの幼体とされるようになった。Sereno (2000)ではこれはの幼体のブレヴィケラトプスが成熟したバガケラトプスへと成長したのだろうと外挿して説明した。
タイプ種であり唯一の種であるB. rozhdestvenskyiはロシアの古生物学者A. K. Rozhdestvenskyに献名された。

## 分類
バガケラトプスはおよそ6500万年前に終焉を迎えた白亜紀の間に北米、アジアで繁栄したオウムのようなくちばしを持つ草食恐竜のグループである角竜類に属していた。

## 食性
バガケラトプスはすべての角竜類のように草食動物であった。白亜紀の間、被子植物は"見られる場所が地理的限られ"、そしてこの恐竜がこの時代の優勢な植物であるシダやソテツおよび針葉樹を餌とした可能性が高い。角竜類はこれらの葉を齧り取るために鋭いくちばしを持っていたと考えられている。

## 参照
1. 1 2 3 4 5 6 7  "Bagaceratops." In: Dodson, Peter & Britt, Brooks & Carpenter, Kenneth & Forster, Catherine A. & Gillette, David D. & Norell, Mark A. & Olshevsky, George & Parrish, J. Michael & Weishampel, David B. The Age of Dinosaurs. Publications International, LTD. p. 132. ISBN 0-7853-0443-6.